# Hybognathus
Hybognathus — рід риб родини ялецевих. Їх інколи звуть сріблястими гольянами (англ. silvery minnows). Живуть в річках Північної Америки. Це невеличкі рибки розміром близько 10 см.

## Види
- Hybognathus amarus (Girard, 1856)
- Hybognathus argyritis Girard, 1856
- Hybognathus hankinsoni Hubbs, 1929
- Hybognathus hayi Jordan, 1885
- Hybognathus nuchalis Agassiz, 1855
- Hybognathus placitus Girard, 1856
- Hybognathus regius Girard, 1856